# حکمرانی لاشخورها
حکمرانی لاشخورها یک مجموعهٔ پویانمایی بزرگسالان آمریکایی در ژانر علمی–تخیلی، درام و ترسناک است که توسط جوزف بنت و چارلز هوتنر برای مکس ساخته شده و بر اساس فیلم کوتاه آن‌ها در سال ۲۰۱۶ با نام لاشخورها است. اچ‌بی‌او مکس این مجموعه را در ژوئن ۲۰۲۲ اعلام کرد و نخستین قسمت آن در ۱۹ اکتبر ۲۰۲۳ پخش شد. از زمان انتشار، این مجموعه مورد تحسین منتقدان قرار گرفت و بازیگری، داستان، پویانمایی و فضای آن مورد ستایش قرار گرفت. در ماه مه ۲۰۲۴، این مجموعه پس از یک فصل توسط مکس لغو شد.

## خلاصه داستان
این مجموعه، داستان بازماندگان کشتی باری بین‌ستاره‌ای آسیب‌دیدهٔ دمتر ۲۲۷ را دنبال می‌کند که در سیاره‌ای بیگانه به نام وستا سرگردان شده‌اند؛ سیاره‌ای پر از گیاهان و جانوران. در ابتدا، بازماندگان به سه گروه تقسیم می‌شوند: «آزی» و همراه رباتیکش «لِوی»، «سم» و «اورسولا»، و «کیمن» که به‌تنهایی سفر می‌کند و موجودی تله‌پاتیک به نام «هالو» را همراه دارد. حیات بومی این سیاره دارای پیچیدگی‌های غیرمعمول، سطوح همزیستی و چرخه‌های زندگی خارق‌العاده است. مرزهای معمول میان گیاهان، حیوانات، هوش و اشکال زندگی به‌شدت سازمان‌یافته در اینجا نامشخص است. با گذر زمان، مسیر بازماندگان به سوی لاشه سقوط‌کردهٔ دمتر همگرا می‌شود.

## گویندگان و شخصیت‌ها

### اصلی
- سونیتا مانی به عنوان اورسولا، یکی از اعضای خدمه در آزمایشگاه باغبانی دمتر؛ گیر افتاده در وستا با سم.
- وونمی موساکو به عنوان آزی، متخصص باربری در دمتر؛ گیر افتاده در وستا با لووی.
- عالیه شوکت به عنوان لووی، رباتی از دمتر؛ گیر افتاده در وستا با آزی.
  - شوکت همچنین نقش فیونا، مهندس رباتیک دمتر که همسر جداشدهٔ کیمن است را ایفا می‌کند.
- باب استیفنسن به عنوان سم، فرماندهٔ دمتر؛ گیر افتاده در وستا با اورسولا.
- تد تراولستید به عنوان کیمن، یکی از اعضای خدمه در دمتر که در شغل و ازدواجش با همسرش فیونا مشکل دارد؛ در حالی که در وستا گیر افتاده است، رابطه‌ای با هالو، موجودی تله‌پاتیک و تلکینتیک برقرار می‌کند. بنیان‌گذار مشترک، بنت، اعلام کرد که حضور کیمن "حرص و طمع انسانی را وارد این قلمرو حیوانات کرده است" [۴] که باعث می‌شود هالو به موجودی تاریک‌تر تبدیل شود.

### مهمان
- سپیده معافی به عنوان میا، مسافری در دمتر که ارتباط رمانتیکی با آزی برقرار می‌کند.
- اسکایلر گیزوندو به عنوان چارلی، مسافری که در دمتر به حالت کریو فریز است.
- پولیانا مکینتاش به عنوان کریس، رهبر گروهی از زباله‌گردها از سیاره‌ای دیگر؛ قصد دارد دمتر را غارت کند.
- فردی رودریگز به عنوان ترنس، عضو گروه زباله‌گردهای کریس.
- داش ویلیامز به عنوان بری، جوان‌ترین و بی‌تجربه‌ترین عضو گروه زباله‌گردهای کریس.
- ماشا کینگ به عنوان ماشا، درمانگری که اورسولا و سم در سفرشان در وستا با او ملاقات می‌کنند؛ عضوی از گروهی که سال‌ها پیش در وستا گیر افتاده بودند.
- جیمز کایسون به عنوان جان، عضو گروه ماشا.

## تولید
جوزف بنت و چارلز هوتنر فیلم کوتاه لاشخورها را در سال ۲۰۱۶ برای ادالت سویم ساختند، که به‌عنوان بخشی از بلوک تونامی پخش شد. این انیمیشن هشت‌دقیقه‌ای بدون دیالوگ، زوجی از انسان‌ها را نشان می‌دهد که درگیر تعاملات پیچیده‌ای با موجودات بیگانه هستند. در سال‌های ۲۰۱۸ تا ۲۰۱۹، بنت و هوتنر این مفهوم را گسترش داده و یک قسمت آزمایشی برای سریال تولید کردند، اما این پروژه در ادالت سویم پیش نرفت. در نهایت، این مجموعه توسط اچ‌بی‌او مکس پذیرفته شد.
این مجموعه دوازده قسمتی طی دو سال توسط شرکت تیتموز و گرین استریت پیکچرز تولید شد و گروهی از انیماتورهای بین‌المللی که از کشورهای مختلفی از جمله مکزیک، اسپانیا، پرتغال و فرانسه کار می‌کردند، در ساخت آن مشارکت داشتند.
در ماه مه ۲۰۲۴، این مجموعه توسط مکس لغو شد. با این حال، نتفلیکس حق پخش فصل اول را به‌دست‌آورد و گزارش شد که احتمال تمدید مجموعه را بررسی می‌کند و تصمیم نهایی پس از انتشار در این پلتفرم گرفته خواهد شد. در نوامبر ۲۰۲۴، بنت تأیید کرد که نتفلیکس تصمیم گرفته است مجموعه را برای فصل دوم تمدید نکند.

## انتشار
این مجموعه در ۱۹ اکتبر ۲۰۲۳ پخش شد و سه قسمت اول آن به‌طور هفتگی تا ۹ نوامبر ۲۰۲۳ منتشر شد. در ماه مه ۲۰۲۴، نتفلیکس حق پخش این مجموعه را خریداری کرد و در ۳۱ مه در ایالات متحده، بریتانیا، ایرلند و نیوزیلند منتشر کرد.

## بازخورد
این مجموعه با تحسین منتقدان مواجه شده است. در وبگاه بازبینی جمعی راتن تومیتوز، فصل اول با ۱۰۰٪ تأیید و میانگین امتیاز ۸٫۷ از ۱۰ بر اساس ۲۲ نقد روبه‌رو شده است. اجماع منتقدان این وبگاه می‌گوید: «حکمرانی کرکس‌ها با ارائهٔ جهانی زنده و پویاتر، تماشاگران و شخصیت‌های سرگردان خود را به کشف و ماجراجویی در دنیایی عجیب و غریب دعوت می‌کند.»
جیمز پونیووزیک از نیویورک تایمز این مجموعه را «داستانی سرسبز، باشکوه و هیپنوتیزم‌کننده از بقا در مکانی که احساس می‌شود، برخلاف بسیاری از سیاره‌های علمی-تخیلی، واقعاً فرازمینی است» توصیف کرد.
اندرو وبستر از ورج) آن را «ترکیبی از زیبایی و خشونت» دانست و نوشت که این مجموعه «شاید اصیل‌ترین اثر علمی-تخیلی سال باشد.» او همچنین سبک هنری آن را با ژان ژیرو مقایسه کرد.
در هفتاد و ششمین جوایز امی ساعات پربیننده، این مجموعه نامزد دریافت جایزهٔ بهترین برنامهٔ پویانمایی شد و جایزهٔ دستاورد فردی برجسته در انیمیشن را برای طراحی پس‌زمینه کسب کرد.